# Segona carta als Corintis
La Segona carta als Corintis és un dels llibres del Nou Testament de la Bíblia cristiana. Es tracta de la segona de les cartes de Pau de Tars als cristians de la ciutat grega de Corint que s'ha conservat.
Va ser escrita a Filipos vers l'any 57 o 58, i es tracta d'una defensa de Sant Pau contra les acusacions que rebia dels sectors més conservadors de l'església de Corint que el titllaven d'inconstant i irreflexiu.

## Autoria
Els acadèmics estan d'acord que la carta fou autènticament escrita per sant Pau. Es planteja, però, la possibilitat que en realitat es tractés d'una composició de fragments de diverses cartes de l'apòstol.
De fet, tot i que el Nou Testament conté només les dues cartes als corintis que s'han conservat, se'n coneix com a mínim l'existència de quatre: a la primera epístola Pau es remet a una d'anterior, i a la segona també fa referència a una carta anterior.

## Contingut
La carta se sol dividir en les següents parts:
| Versicles    | Contingut                                                           |
| ------------ | ------------------------------------------------------------------- |
| 1:1-11       | Salutació                                                           |
| 1:12 - 7:16  | Pau defensa els seus actes i remarca la seva afecció pels corintis  |
| 8:1 - 9:15   | Instruccions per la col·lecta pels pobres a l'església de Jerusalem |
| 10:1 - 13:10 | Defensa de la seva condició d'apòstol                               |
| 13:11-14     | Comiat                                                              |